# Rhodostrophia cruentata
Rhodostrophia cruentata är en fjärilsart som beskrevs av Giovanni Antonio Scopoli 1763. Rhodostrophia cruentata ingår i släktet Rhodostrophia och familjen mätare. Inga underarter finns listade.